# Rosamund Clifford
Rosamund Clifford (1150–1176), muitas vezes chamada de "Bela Rosamund" ou "Rosa do Mundo", foi famosa por sua beleza e pelo seu caso amoroso com o rei Henrique II de Inglaterra, sendo por isso muito famosa nas lendas inglesas.

## Família
Rosamund era filha do senhor Walter de Clifford, senhor do Castelo de Bronllys, em Powys e de sua esposa, Margarida de Tosny. Rosamund tinha duas irmãs: Amícia, casada com Osbern FitzHugh e Lúcia, esposa de Hugo de Say de Stokesay, além de três irmãos: Walter II de Clifford, Ricardo e Gilberto.

## Biografia
Rosamund provavelmente conheceu o rei quando ele passou por Clifford em cerca do ano 1163, durante uma de suas campanhas em Gales contra Rhys de Gruffydd.

### Maternidade
Ainda não se sabe se o caso amoroso entre Rosamund e Henrique gerou filhos bastardos. A questão é complicada pela dificuldade de separar os fatos da vida de Rosamund da profusão de lendas em torno dela e de seus supostos filhos. Muitos historiadores acham que Rosamund provavelmente deu ao rei apenas um filho, mas não é possível identificá-lo ou até mesmo dar uma data específica do  seu nascimento. Alguns escritores modernos concordam que Rosamund não teve filhos. Isso pode significar tanto que ela não pariu, ou que nenhum de seus filhos sobreviveu por muito tempo.
As lendas atribuem a Rosamund dois dos bastardos favoritos do rei Henrique: Godofredo Plantageneta, arcebispo de Iorque, e Guilherme Longespée, Conde de Salisbury. Porém, sua maternidade nestes dois casos só foi reivindicada e questionada séculos mais tarde. Henrique e Rosamund encontraram-se pela primeira vez em cerca de 1163, e seu relacionamento durou até 1176. Godofredo não nasceu durante esse período, não podendo ser filho dos dois. Além disso, ele é comprovadamente filho de Ykenai, presumivelmente uma outra amante de Henrique II. Segundo Jean Playdi, Godofredo teria sido gerado, em uma prostituta que acompanhou o rei na guerra, no mesmo ano em que Henrique desposou a duquesa Leonor da Aquitânia, época em que Rosamund ainda era muito pequena para ter qualquer relação com o rei.
A verdadeira mãe de Guilherme Longespée era um mistério que perdurou por muitos anos, mas a verdade foi descoberta quando cartas emitidas por ele foram encontradas, estavam endereçadas para "Comitissa Ida, mea mater" (Minha mãe, Condessa Ida). Ela  então foi declarada sua mãe, sendo o seu nome Ida de Toeny, Condessa de Norfolk.

## Lendas
Pouco se sabe sobre o fim de Rosamund, mas ele é discutido em livros sobre Leonor da Aquitânia e sobre Henrique. Muitos dizem  que a história de que ela foi envenenada por Leonor após o descobrimento do amor do rei é certamente falsa. Assim como é o conto que Henrique construiu uma casa cercada por um jardim, que foi construído para apenas o rei e os criados entrarem nela, em Woodstock, chamado de Labirinto de Rosamund. Supostamente, a casa foi "engolida" quando o Palácio de Blenheim foi construído nas proximidades, causando a sua destruição.
Na Chronicle of London, sua morte é descrita como tendo sido causada pela rainha Leonor que a queimou viva durante um ataque de ciúmes. Durante o período elisabetano, histórias, alegando que ela havia sido assassinada pela rainha ganhou popularidade, graças a citações dessa sua suposta morte nas baladas de Ballad of Fair Rosamund e A queixa de Rosamund. Porém, nenhum dos dois apresentam provas ou fatos coerentes para alegar o óbito por essa causa.
É provável que ela tenha se envolvido amorosamente com o monarca por volta da época em que a rainha estava grávida de João, futuro rei e filho mais novo do casal, nascido em 1166, em Oxford. Na verdade, especula-se que ele nasceu no Palácio de Beaumont, em vez de Woodstock: porque, é provável, que o parto foi planejado para acontecer em Woodstock, porém a rainha se recusou a fazê-lo mediante a presença de Rosamund.
Autoridades divergem sobre a possibilidade de Rosamund ter ficado em silêncio e em reclusão em Woodstock, enquanto Henrique fazia inúmeras viagens pela Inglaterra e por suas próprias possessões continentais, ou se ela viajou com ele como um membro do seu agregado familiar. No primeiro caso, os dois não poderiam ter gasto mais do que cerca de um quarto do tempo entre os anos de 1166 e 1176 juntos (como o historiador Marion Meade coloca: "Para toda a fama a ela subseqüentes, Rosamund deve ter sido uma das concubinas mais negligenciadas da história "). Os historiadores parecem concordar, porém, que Rosamund era o oposto de Eleanor na personalidade, e que Henrique e Rosamund parecem ter compartilhado um amor profundo e calmo, devido à personalidade serena de Rosamund.

## Morte
O caso tornou-se público no ano de 1174, e terminou quando ela se retirou para o convento em Godstow, perto de Oxford, em 1176, pouco antes de sua morte. Sua morte foi lembrada na Catedral de Hereford, no dia 6 de julho, no mesmo dia que a do rei.
O túmulo de Henrique e a da família Clifford em Godstow foi protegido por contribuições que o rei fez para a sua preservação pelos cuidados das freiras. Tornou-se um santuário popular local até 1191, dois anos após a morte de Henrique. Hugo de Avalon, Bispo de Lincoln, ao visitar Godstow, observou que o túmulo de Rosamund deveria ficar em frente ao altar-mor. O túmulo foi então carregado com flores e velas, demonstrando que a população local ainda estava orando por ela. Não é novidade que muitos  consideravam Rosamund uma prostituta [carece de fontes?], pois o bispo local ordenou  que seus restos deveriam ser retirados da igreja e enterrados fora da igreja "com o resto, que a religião cristã não pode crescer em desprezo, e que outras mulheres, avisado por seu exemplo, devem se abster de relações sexuais ilícitas e adúlteras".
Indignadas com o bispo, as freiras resolveram colocar sua jazida na Casa das Freiras Capítulo, onde podia ser visitada (até que foi destruída na dissolução dos mosteiros, que Henrique VIII da Inglaterra ordenou). Os restos dos Túmulos de Godstow ainda estão de pé e são abertos ao público.

## Citações e Associações
- A concubina foi associada com a Vila de Frampton on Severn, em Gloucestershire.
- Walter concedeu a Usina de Frampton para a Abadia de Godstow para o bem das almas dos Rosamund e sua esposa Margarida.
- O Green Village em Frampton se tornou conhecido como Green Rosamund por volta do século XVII.
- Apollinaire usou Rosamund como personagem central em seu poema Rosemonde.
- Rosamund Clifford é o tema do poema de Samuel Daniels A Queixa de Rosamond.
- Rosamund Clifford é mencionado no romance histórico Virginia Henley, The Falcon and the Flower (1988).
- O (caso) com Henrique II também é detalhado por Sharon Penman, no livro Time and Chance (Tempo e Chance). Este mostra a vida do rei com base em pesquisas acadêmicas detalhadas.
- A relação entre Rosamund e Henrique é um grande dispositivo de enquadramento no romance de mistério de Robin Paige, Death at Blenheim Palace.
- Rosamund é mencionada como a mãe de uma aspirante a freira com o mesmo nome na novela romântica de Lynsay Sands. Henrique II era dito como o pai da menina.
- Rosamund é uma personagem do romance O livro de Eleanor, Uma Novela sobre Leonor da Aquitânia por Pamela Kaufman.
- Rosamund aparece como uma personagem mortífero no romance The Maze Death por Ariana Franklin.
- Rosmonda d'Inghilterra (Rosamund da Inglaterra) é uma ópera de 1834  escrita pelo italiano Gaetano Donizetti.
- Rosamund é mostrada no jogo e versões do filme The Lion in Winter.